# Koka
Koka (lat. Erythroxylum), biljni rod od preko 250 vrsta grmova iz porodice kokovki (Erythroxylaceae), koji je raširen po Južnoj Americi.
Najpoznatija je Erythroxylum coca, biljka koja se kultivira zbog opojne droge kokaina. Vrsta E. vacciniifolium, narodno poznata kao katuaba, koristi se kao afrodozojak u brazilskim napicima i herbalnoj medicini.

## Vrste
1. Erythroxylum acrobeles W.A.Gentner
2. Erythroxylum acuminatum Ruiz & Pav.
3. Erythroxylum acutum W.A.Gentner
4. Erythroxylum affine A.St.-Hil.
5. Erythroxylum alaternifolium A.Rich.
6. Erythroxylum amazonicum Peyr.
7. Erythroxylum amplifolium Baill.
8. Erythroxylum amplum Benth.
9. Erythroxylum ampullaceum Baker
10. Erythroxylum anceps O.E.Schulz
11. Erythroxylum andrei Plowman
12. Erythroxylum angelicae Loiola
13. Erythroxylum anguifugum Mart.
14. Erythroxylum annamense Tardieu
15. Erythroxylum apiculatum Diogo
16. Erythroxylum areolatum L.
17. Erythroxylum argentinum O.E.Schulz
18. Erythroxylum armatum Oviedo & Borhidi
19. Erythroxylum arrojadoi O.E.Schulz
20. Erythroxylum australe F.Muell.
21. Erythroxylum ayrtonianum Loiola & M.F.Sales
22. Erythroxylum badium O.E.Schulz
23. Erythroxylum banaoense Oviedo
24. Erythroxylum bangii Rusby
25. Erythroxylum baracoense Borhidi
26. Erythroxylum barbatum O.E.Schulz
27. Erythroxylum bequaertii Standl.
28. Erythroxylum betulaceum Mart.
29. Erythroxylum bezerrae Plowman
30. Erythroxylum bicolor O.E.Schulz
31. Erythroxylum boinense H.Perrier
32. Erythroxylum boivinianum Baill.
33. Erythroxylum bradeanum O.E.Schulz
34. Erythroxylum brennae D'Arcy & Schanen
35. Erythroxylum brevipes DC.
36. Erythroxylum buxifolium Lam.
37. Erythroxylum buxus Peyr.
38. Erythroxylum caatingae Plowman
39. Erythroxylum calyptratum Komada & Tagane
40. Erythroxylum cambodianum Pierre
41. Erythroxylum campestre A.St.-Hil.
42. Erythroxylum campinense Amaral
43. Erythroxylum carthagenense Jacq.
44. Erythroxylum cassinoides Planch. & Linden
45. Erythroxylum cataractarum Spruce ex Peyr.
46. Erythroxylum catharinense Amaral
47. Erythroxylum cincinnatum Mart.
48. Erythroxylum citrifolium A.St.-Hil.
49. Erythroxylum clarense Borhidi
50. Erythroxylum coca Lam.
51. Erythroxylum coelophlebium Mart.
52. Erythroxylum cogolloi Jara
53. Erythroxylum columbinum Mart.
54. Erythroxylum compressum Peyr.
55. Erythroxylum confusum Britton
56. Erythroxylum cordato-ovatum Huber
57. Erythroxylum coriaceum Britton & P.Wilson
58. Erythroxylum corymbosum Boivin ex Baill.
59. Erythroxylum couveleense Guillaumin
60. Erythroxylum cuneatum (Miq.) Kurz
61. Erythroxylum cuneifolium (Mart.) O.E.Schulz
62. Erythroxylum cuspidifolium Mart.
63. Erythroxylum daphnites Mart.
64. Erythroxylum davidii D'Arcy & Schanen
65. Erythroxylum deciduum A.St.-Hil.
66. Erythroxylum dekindtii (Engl.) O.E.Schulz
67. Erythroxylum delagoense Schinz
68. Erythroxylum densum Rusby
69. Erythroxylum dillonii Plowman ex Jara
70. Erythroxylum discolor Bojer
71. Erythroxylum distortum Mart.
72. Erythroxylum divaricatum Peyr.
73. Erythroxylum domingense Oviedo
74. Erythroxylum dumosum Alain
75. Erythroxylum ecarinatum Hochr.
76. Erythroxylum elegans Baill.
77. Erythroxylum ellipticum R.Br. ex Benth.
78. Erythroxylum emarginatum Thonn.
79. Erythroxylum engleri O.E.Schulz
80. Erythroxylum ferrugineum Cav.
81. Erythroxylum fimbriatum Peyr.
82. Erythroxylum firmum Baker
83. Erythroxylum fischeri Engl.
84. Erythroxylum flavicans Borhidi
85. Erythroxylum foetidum Plowman
86. Erythroxylum frangulifolium A.St.-Hil.
87. Erythroxylum gaudichaudii Peyr.
88. Erythroxylum gentryi Jara
89. Erythroxylum gerrardii Baker
90. Erythroxylum glaucum O.E.Schulz
91. Erythroxylum glaziovii O.E.Schulz
92. Erythroxylum gonoclados (Mart.) O.E.Schulz
93. Erythroxylum gracile O.E.Schulz
94. Erythroxylum gracilipes Peyr.
95. Erythroxylum grandifolium Peyr.
96. Erythroxylum grisebachii Peyr.
97. Erythroxylum guanchezii Plowman
98. Erythroxylum guatemalense Lundell
99. Erythroxylum hamigerum O.E.Schulz
100. Erythroxylum haughtii W.A.Gentner
101. Erythroxylum havanense Jacq.
102. Erythroxylum hildebrandtii O.E.Schulz
103. Erythroxylum hondense Kunth
104. Erythroxylum horridum Borhidi & Oviedo
105. Erythroxylum hypericifolium Lam.
106. Erythroxylum hypoleucum Plowman
107. Erythroxylum impressum O.E.Schulz
108. Erythroxylum incrassatum O.E.Schulz
109. Erythroxylum jaimei Jara
110. Erythroxylum jamaicense Fawc. & Rendle
111. Erythroxylum kapplerianum Peyr.
112. Erythroxylum kochummenii Ng
113. Erythroxylum laetevirens O.E.Schulz
114. Erythroxylum lanceolatum (Wight) Walp.
115. Erythroxylum lanceum Bojer
116. Erythroxylum lancifolium Peyr.
117. Erythroxylum laurel Baill.
118. Erythroxylum laurifolium Lam.
119. Erythroxylum leal-costae Plowman
120. Erythroxylum leandrianum Payens
121. Erythroxylum lenticellosum Huber
122. Erythroxylum leptoneurum O.E.Schulz
123. Erythroxylum ligustrinum DC.
124. Erythroxylum lindemanii Plowman
125. Erythroxylum lineolatum DC.
126. Erythroxylum loefgrenii Diogo
127. Erythroxylum longipes O.E.Schulz
128. Erythroxylum longisetulosum Loiola & M.F.Sales
129. Erythroxylum loretense Plowman
130. Erythroxylum lygoides O.E.Schulz
131. Erythroxylum macrocalyx Mart.
132. Erythroxylum macrocarpum O.E.Schulz
133. Erythroxylum macrochaetum Miq.
134. Erythroxylum macrophyllum Cav.
135. Erythroxylum magnoliifolium A.St.-Hil.
136. Erythroxylum mamacoca Mart.
137. Erythroxylum mangorense H.Perrier
138. Erythroxylum mannii Oliv.
139. Erythroxylum maracasense Plowman
140. Erythroxylum martii Peyr.
141. Erythroxylum mattos-silvae Plowman
142. Erythroxylum membranaceum Plowman
143. Erythroxylum mexicanum Kunth
144. Erythroxylum microphyllum A.St.-Hil.
145. Erythroxylum mikanii Peyr.
146. Erythroxylum minutifolium Griseb.
147. Erythroxylum mocquerysii DC.
148. Erythroxylum mogotense Oviedo
149. Erythroxylum monogynum Roxb.
150. Erythroxylum moonii Hochr.
151. Erythroxylum mucronatum Benth.
152. Erythroxylum myrsinites Mart.
153. Erythroxylum myrtoides Bojer
154. Erythroxylum nelson-rosae Plowman
155. Erythroxylum nitidulum Baker
156. Erythroxylum nobile O.E.Schulz
157. Erythroxylum nordestinum Costa-Lima, Loiola & M.Alves
158. Erythroxylum nossibeense Baill.
159. Erythroxylum novocaledonicum O.E.Schulz
160. Erythroxylum novogranatense (D.Morris) Hieron.
161. Erythroxylum nummularia Peyr.
162. Erythroxylum oblanceolatum Craib
163. Erythroxylum obtusifolium (Wight) Hook.f.
164. Erythroxylum occultum Plowman
165. Erythroxylum ochranthum Mart.
166. Erythroxylum opacum Rusby
167. Erythroxylum oreophilum (O.E.Schulz ex Pilg.) Steyerm. & Maguire
168. Erythroxylum orinocense Kunth
169. Erythroxylum ovalifolium Peyr.
170. Erythroxylum oxycarpum O.E.Schulz
171. Erythroxylum oxypetalum O.E.Schulz
172. Erythroxylum pachyneurum O.E.Schulz
173. Erythroxylum pacificum D.R.Simpson
174. Erythroxylum panamense Turcz.
175. Erythroxylum paraguariense (Chodat & Hassl.) O.E.Schulz
176. Erythroxylum parvistipulatum Peyr.
177. Erythroxylum passerinum Mart.
178. Erythroxylum patentissimum O.E.Schulz
179. Erythroxylum pauciflorum Rusby
180. Erythroxylum pauferrense Plowman
181. Erythroxylum pedicellare (Griseb.) O.E.Schulz
182. Erythroxylum pelleterianum A.St.-Hil.
183. Erythroxylum pervillei Baill.
184. Erythroxylum petrae-caballi Plowman
185. Erythroxylum × peyritschii O.E.Schulz
186. Erythroxylum pictum E.Mey. ex Harv. & Sond.
187. Erythroxylum platyclados Bojer
188. Erythroxylum plowmanianum Cogollo & Pipoly
189. Erythroxylum polygonoides Mart.
190. Erythroxylum popayanense Kunth
191. Erythroxylum pruinosum O.E.Schulz
192. Erythroxylum pulchrum A.St.-Hil.
193. Erythroxylum pungens O.E.Schulz
194. Erythroxylum pyrifolium Baker
195. Erythroxylum raimondii O.E.Schulz
196. Erythroxylum reticulatum Northr.
197. Erythroxylum revolutum Mart.
198. Erythroxylum rhodappendiculatum Costa-Lima
199. Erythroxylum rignyanum Baill.
200. Erythroxylum rimosum O.E.Schulz
201. Erythroxylum riparium T.Araújo & Amorim
202. Erythroxylum riverae Jara & J.D.García-Gonz.
203. Erythroxylum roigii Britton & P.Wilson
204. Erythroxylum roraimae Klotzsch ex O.E.Schulz
205. Erythroxylum rosuliferum O.E.Schulz
206. Erythroxylum rotundifolium Lunan
207. Erythroxylum rufum Cav.
208. Erythroxylum ruizii Peyr.
209. Erythroxylum ruryi Plowman
210. Erythroxylum santosii Plowman
211. Erythroxylum sarawakanum R.C.K.Chung
212. Erythroxylum schomburgkii Peyr.
213. Erythroxylum schunkei Plowman
214. Erythroxylum sechellarum O.E.Schulz
215. Erythroxylum seyrigi H.Perrier
216. Erythroxylum shatona J.F.Macbr.
217. Erythroxylum sideroxyloides Lam.
218. Erythroxylum simonis Plowman
219. Erythroxylum sinense Y.C.Wu
220. Erythroxylum sobraleanum Loiola & L.S.Cordeiro
221. Erythroxylum socotranum Thulin
222. Erythroxylum sparsiflorum Baker
223. Erythroxylum sphaeranthum H.Perrier
224. Erythroxylum splendidum Plowman
225. Erythroxylum spruceanum Peyr.
226. Erythroxylum squamatum Sw.
227. Erythroxylum stenopetalum Costa-Lima
228. Erythroxylum steyermarkii Plowman
229. Erythroxylum stipulosum Plowman
230. Erythroxylum striiflorum H.Perrier
231. Erythroxylum striolatum O.E.Schulz
232. Erythroxylum strobilaceum Peyr.
233. Erythroxylum suberosum A.St.-Hil., A.Juss. & Cambess.
234. Erythroxylum subglaucescens Mart. ex Peyr.
235. Erythroxylum subracemosum Turcz.
236. Erythroxylum subrotundum A.St.-Hil.
237. Erythroxylum subsessile (Mart.) O.E.Schulz
238. Erythroxylum substriatum O.E.Schulz
239. Erythroxylum subumbellatum O.E.Schulz
240. Erythroxylum tapacuranum Costa-Lima
241. Erythroxylum tenue Plowman
242. Erythroxylum tianguanum Plowman
243. Erythroxylum timothei Loiola & M.F.Sales
244. Erythroxylum tortuosum Mart.
245. Erythroxylum tucuruiense Plowman
246. Erythroxylum ulei O.E.Schulz
247. Erythroxylum umbrosum Costa-Lima & M.Alves
248. Erythroxylum umbu Costa-Lima
249. Erythroxylum undulatum Plowman
250. Erythroxylum urbanii O.E.Schulz
251. Erythroxylum vaccinifolium Mart.
252. Erythroxylum vaginatum O.E.Schulz
253. Erythroxylum vasquezii Plowman
254. Erythroxylum vernicosum O.E.Schulz
255. Erythroxylum virgultosum Mart.
256. Erythroxylum williamsii Standl. ex Plowman
257. Erythroxylum xerophilum H.Perrier
258. Erythroxylum zambesiacum N.Robson
259. Erythroxylum zeylanicum O.E.Schulz

## Vanjske poveznice
|  | Zajednički poslužitelj ima još gradiva o temi Erythroxylum |
|  | Wikivrste imaju podatke o taksonu Erythroxylum             |